# Temnothorax knipovitshi
Temnothorax knipovitshi  (лат.) — вид мелких муравьёв трибы Formicoxenini из подсемейства Myrmicinae семейства Formicidae. Встречаются в восточной Европе: Закавказье, Кавказ, Крым, причерноморская Россия (до Нижнего Поволжья) и степная Украина, западный Казахстан. Мелкие желтовато-бурые муравьи (рабочие 2—3 мм, самки около 5 мм). Проподеальные шипики на заднегруди развиты. Стебелёк между грудкой и брюшком состоит из двух члеников: петиолюса и постпетиолюса (последний чётко отделён от брюшка), жало развито, куколки голые (без кокона). Гемиксерофил, обитает в степях, в осветлённых лесах, зарослях кустарников. Муравейники в земле и сухих ветках. Описанные в 1977 году из южного Крыма два вида муравьёв,  Leptothorax junipereti  Arnol'di, 1977 и Leptothorax nikitae  Arnol'di, 1977, признаны синонимами Temnothorax knipovitshi.